# Габриела Наплатанова
Габриела Наплатанова-Русева е българска журналистка, член на Съвета за електронни медии за мандат 2022 – 2028 година. Между април и октомври 2024 г. изпълнява длъжността председател на СЕМ.

## Биография
Габриела Наплатанова е завършила специалност „Връзки с обществеността“ във Факултета по журналистика и масова комуникация на Софийския университет „Св. Климент Охридски“. Защитила е дисертация на тема „Управление на медийните ефекти и медийните операции по време на въоръжен конфликт“ във Военната академия „Г. С. Раковски“, факултет „Национална сигурност“. Участвала е в медийни програми на НАТО.
От създаването на Би Ти Ви през 2000 г. е отразявала въоръжени конфликти в Афганистан, Ирак, Балканите. Тя е авторка на документалния филм „Кербала 15 години по-късно. Оцелелите разказват“.
За филма „Тихина“ е наградена от Военноморските сили на България.
На 9 май 2022 г. е назначена от президента Румен Радев за член на СЕМ от президентската квота.